# 约阿希姆·马克思
约阿希姆·马克思（波蘭語：Joachim Marx，1944年8月31日—），波兰男子足球运动员，司职前锋。他曾代表波兰国奥队参加1972年夏季奥林匹克运动会足球比赛，获得一枚金牌。